# South Henderson
South Henderson és una concentració de població designada pel cens dels Estats Units a l'estat de Carolina del Nord. Segons el cens del 2000 tenia 1.220 habitants.

## Demografia
Segons el cens del 2000, South Henderson tenia 1.220 habitants, 452 habitatges i 321 famílies. La densitat de població era de 242,8 habitants per km².
Dels 452 habitatges en un 31% hi vivien nens de menys de 18 anys, en un 40,3% hi vivien parelles casades, en un 24,1% dones solteres, i en un 28,8% no eren unitats familiars. En el 24,1% dels habitatges hi vivien persones soles el 9,1% de les quals corresponia a persones de 65 anys o més que vivien soles. El nombre mitjà de persones vivint en cada habitatge era de 2,7 i el nombre mitjà de persones que vivien en cada família era de 3,18.
Per edats la població es repartia de la següent manera: un 26,7% tenia menys de 18 anys, un 10,8% entre 18 i 24, un 27,1% entre 25 i 44, un 22,5% de 45 a 60 i un 12,9% 65 anys o més.
L'edat mediana era de 34 anys. Per cada 100 dones de 18 o més anys hi havia 83,2 homes.
La renda mediana per habitatge era de 26.008 $ i la renda mediana per família de 36.389 $. Els homes tenien una renda mediana de 26.563 $ mentre que les dones 20.395 $. La renda per capita de la població era de 15.221 $. Entorn del 6,3% de les famílies i el 8,2% de la població estaven per davall del llindar de pobresa.

## Poblacions més properes
El següent diagrama mostra les poblacions més properes.